# Окраку (Валча)
Окраку (рум. Ocracu) насеље је у Румунији у округу Валча у општини Алуну. Oпштина се налази на надморској висини од 299 m.

## Становништво
Према подацима из 2002. године у насељу је живело 620 становника, од којих су сви румунске националности.